# Catherine Earnshaw
Pour les articles homonymes, voir Earnshaw.
Catherine Earnshaw Linton est un des protagonistes du livre d'Emily Brontë, Les Hauts de Hurlevent.

## Biographie fictive

### Jeunesse
Catherine Earnshaw est née en juillet 1764 de M. et Mme Earnshaw, dans la demeure de ses parents, Les Hauts de Hurlevent. Elle a un frère aîné, Hindley, né en été 1754.
En automne-hiver 1771, son père ramène un jeune orphelin de Liverpool, qu'il nomme Heathcliff. Cathy et lui développent vite une très grande complicité qui se transformera en amour destructeur. 
En 1773, la mère de Catherine meurt, et l'année suivante, son père envoie Hindley au collège. Hindley reviendra en octobre 1777, en compagnie de sa nouvelle épouse, Frances, pour récupérer l'héritage de son père, qui vient de décéder. Jaloux d'Heathcliff, il le rabaisse au rang de sous-homme, alors que M. Earnshaw l'avait élevé comme un fils.